# Cosgaya (Yucatán)
Cosgaya es una comisaría del municipio de Mérida en el estado de Yucatán localizado en el sureste de México.

## Toponimia
El nombre (Cosgaya) hace referencia a Juan de Dios Cosgaya, quien fue gobernador de Yucatán (1833 - 1833). Anteriormente se llamaba San Matías, en referencia a Matías el Apóstol.

## Localización
Cosgaya se encuentra a 26 kilómetros del centro de la ciudad de Mérida, al poniente de la autopista que conduce de Mérida al puerto de Progreso. En el siglo XIX fue una ranchería anexa al rancho Nohluch.

## Infraestructura
Entre la infraestructura con la que cuenta:
- Casa comisarial.
- Campo de béisbol y fútbol.
- Una escuela primaria.

## Demografía
Según el censo de 2005 realizado por el INEGI, la población de la localidad era de 584 habitantes, de los cuales 297 eran hombres y 287 eran mujeres.
| 142                         | 162 | 162 | 186 | 187 | 236 | 265 | 367 | 423 | 501 | 542 | 584 |
| (Fuente: INEGI [Consultar]) |     |     |     |     |     |     |     |     |     |     |     |

## Galería

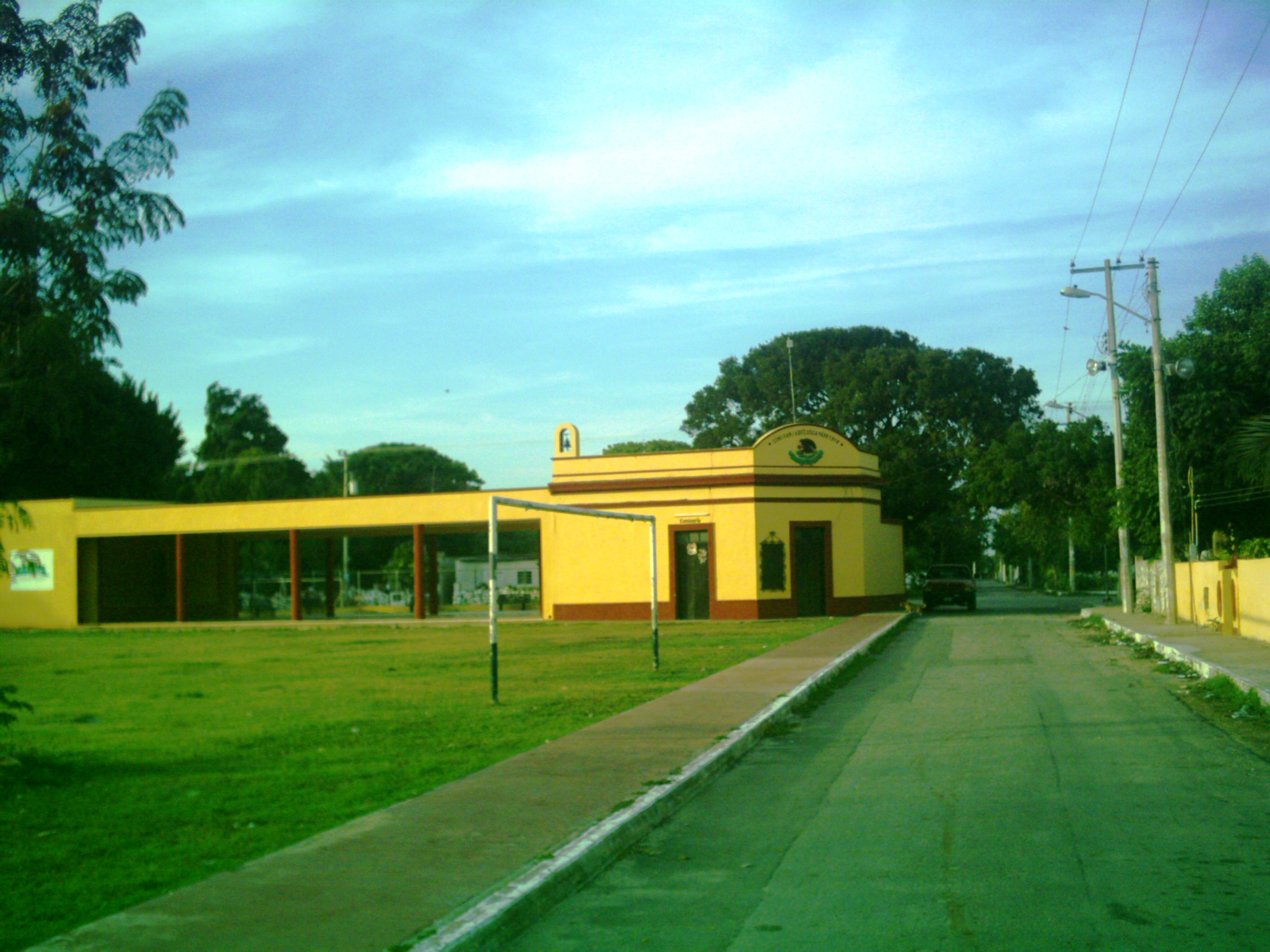
Casa comisarial de Cosgaya.
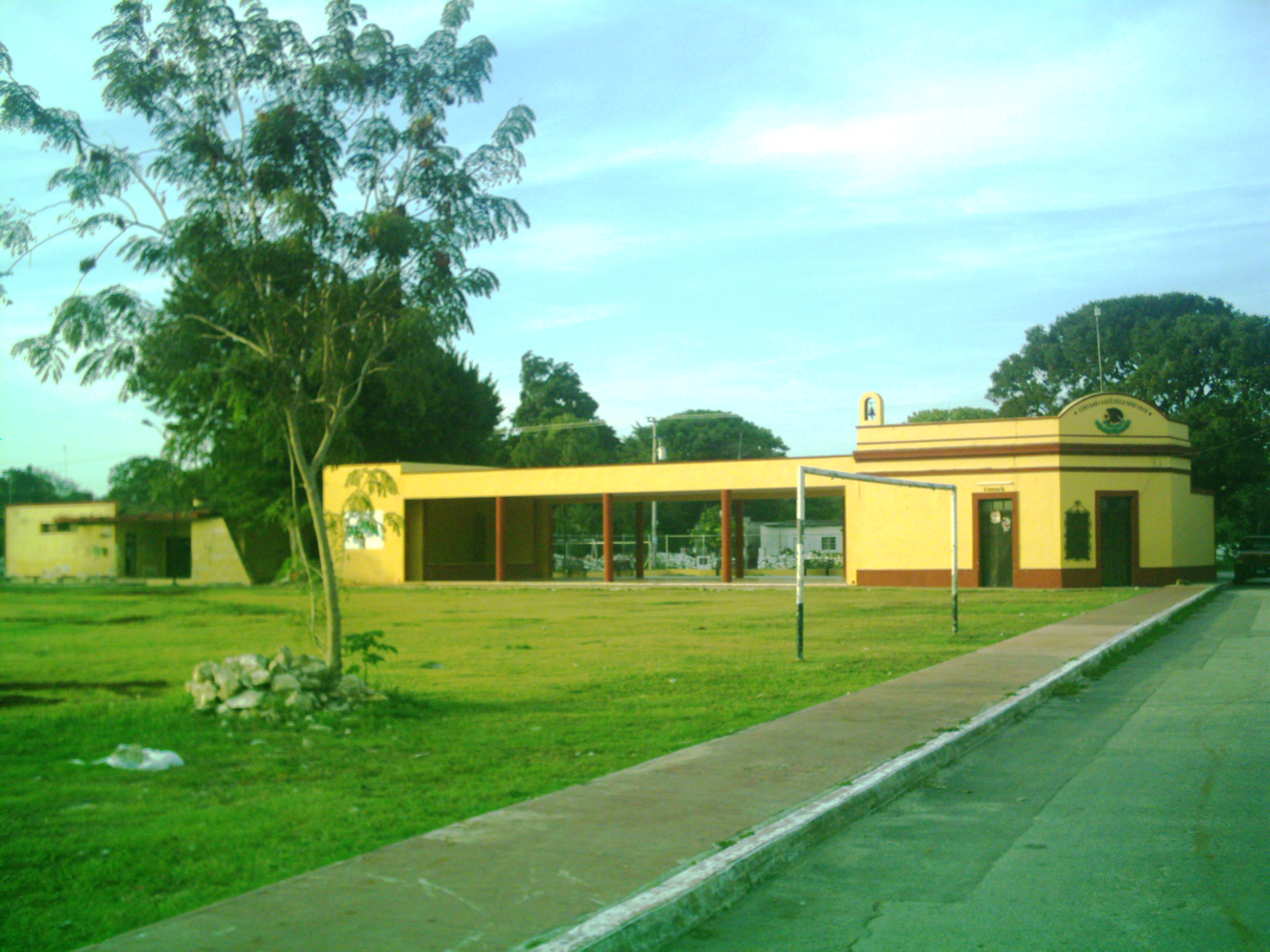
Casa comisarial de Cosgaya.
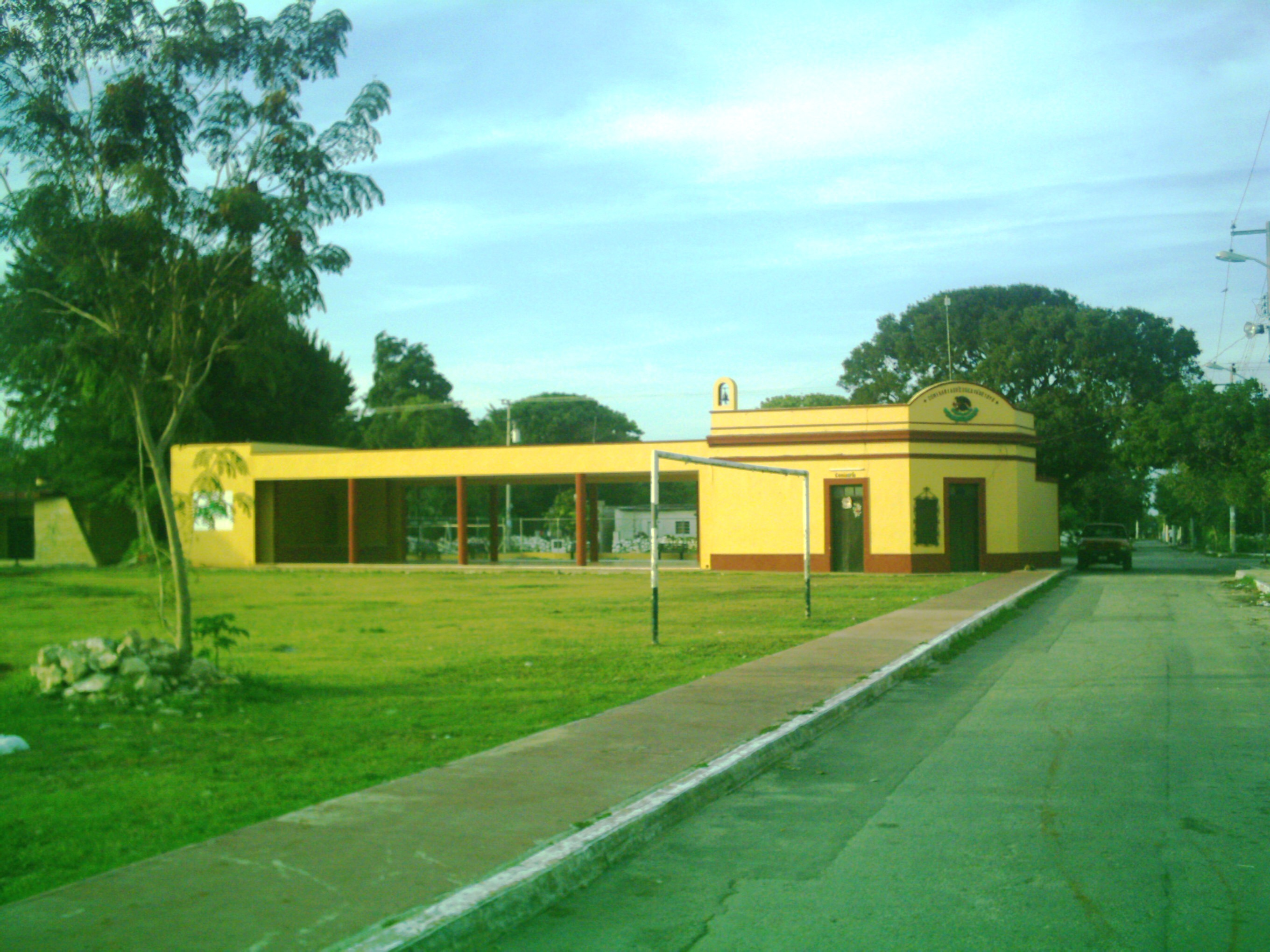
Casa comisarial de Cosgaya.

## Otros puntos de importancia
Existe un yacimiento arqueológico cerca de la población, así como los restos de una exhacienda (al oriente, 21°06′00″N 89°41′32″O / 21.099966, -89.692284) y la capilla abandonada del hoy desaparecido poblado de Uluch, así como la hacienda Chunoxil.